# Dolichopoda unicolor
Dolichopoda unicolor is een rechtvleugelig insect uit de familie grottensprinkhanen (Rhaphidophoridae). De wetenschappelijke naam van deze soort is voor het eerst geldig gepubliceerd in 1964 door Lucien Chopard.
1. ↑  (en) Dolichopoda unicolor op de IUCN Red List of Threatened Species.